# Женская сборная Мальты по софтболу
Женская национальная сборная Мальты по софтболу — представляет Мальту на международных софтбольных соревнованиях. Управляющей организацией является Асслциация бейсбола и софтбола Мальты (англ. Malta Baseball and Softball Association).

## Результаты выступлений

### Чемпионаты Европы
| Год       | Победы         | Поражения      | Место          |
| --------- | -------------- | -------------- | -------------- |
| 1979—2021 | не участвовали | не участвовали | не участвовали |
| 2022      | 2              | 7              | 19             |